# Шепель, Анна Прокофьевна
Анна Прокофьевна Шепель (1928, ныне в Полтавской области — ?) — украинская советская деятельница, агроном колхоза имени Калинина Сенчанского (Лохвицкого района Полтавской области. Депутат Верховного Совета СССР 4-5-го созывов.

## Биография
Родилась в 1928 году в крестьянской семье. Образование среднее.
С 1946 по 1949 год работала колхозницей, полеводом в колхозе имени Калинина села Сенчи Сенчанского района Полтавской области.
С 1949 года — агроном колхоза имени Калинина села Сенчи Сенчанского (теперь — Лохвицкого района Полтавской области.
Член КПСС с 1956 года.
Избиралась депутатом Верховного Совета СССР 4-го и 5-го созывов.
Делегат XXII съезда КПСС.
Потом — на пенсии.

## Награды
- орден Трудового Красного Знамени (26.02.1958)
- медали